# Irlandia
Irlandia (irl. Éire /ˈeːɾʲə/, ang. Ireland wymowaⓘ), oficjalnie Republika Irlandii (irl. Poblacht na hÉireann wymowaⓘ, ang. Republic of Ireland) – państwo wyspiarskie w zachodniej części Europy, zajmujące większość terytorium wyspy Irlandia, członek Unii Europejskiej.

## Nazwa

### Pochodzenie nazwy
Historyczną, łacińską nazwą Irlandii, nadaną przez Rzymian, była Hibernia, pochodząca od greckiego określenia Ἰουερνία (Iuernia). Spotykana jest także nazwa Ἰέρνη (Iernē). Nazwa rzymska została „przerobiona” na Hibernia ze względu na swoje podobieństwo do wyrazu (łac.) hibernus – „zimowy”. Staroirlandzkie zapożyczenie nazwy jako īweriū / īwerion, po pewnym czasie przeistoczyło się we współczesną nazwę Éire.

### Nazwa współczesna
Artykuł 4. konstytucji Irlandii z 1937 roku stanowi, iż oficjalną nazwą państwa jest Éire (w języku irlandzkim) oraz Ireland (w języku angielskim). Oba warianty językowe nazwy są używane podczas podpisywania umów międzynarodowych i traktatów stowarzyszeniowych. Stosowanie jednej nazwy dla określenia wyspy, jak i państwa, miało na celu podkreślenie integralności Irlandii Północnej i pozostałej części wyspy, jako jednego organizmu państwowego. Państwa stowarzyszone we Wspólnocie Narodów, włączając w to Zjednoczone Królestwo, dla określenia Irlandii jako państwa używają nazwy Éire. Podobnie w państwach europejskich, przesyłki pocztowe adresowane są do Irlandii z dodatkowym dopiskiem Éire. Według przepisów z 1947 roku w pismach urzędowych dotyczących Irlandii jako państwa powinno stosować się nazwę Éire.
Natomiast według rozdziału 2. Aktu Republiki Irlandii z 1948 roku opisem państwa jest wyrażenie Republic of Ireland (w tłum. na j. irl. Poblacht na hÉireann).

## Geografia
- Położenie
  - Dostęp do Morza Irlandzkiego, Morza Celtyckiego, Oceanu Atlantyckiego, a od Wielkiej Brytanii oddziela ją Kanał św. Jerzego.
  - Dł. wybrzeża 1448 km
  - Dł. granicy z Irlandią Północną (częścią Zjednoczonego Królestwa) 360 km
  - Najwyższy punkt Carrantuohill 1041 m n.p.m.
  - Najniższy punkt Ocean Atlantycki 0 m.
  - Najdłuższa rzeka Shannon 386 km
  - Największe jezioro Lough Corrib 176 km²
- Klimat
  - Umiarkowanie ciepły (w wyniku oddziaływania ciepłego prądu morskiego Północnoatlantyckiego)
  - Niskie amplitudy rocznych temperatur
  - Wysoka wilgotność powietrza oraz częste opady deszczu

## Historia

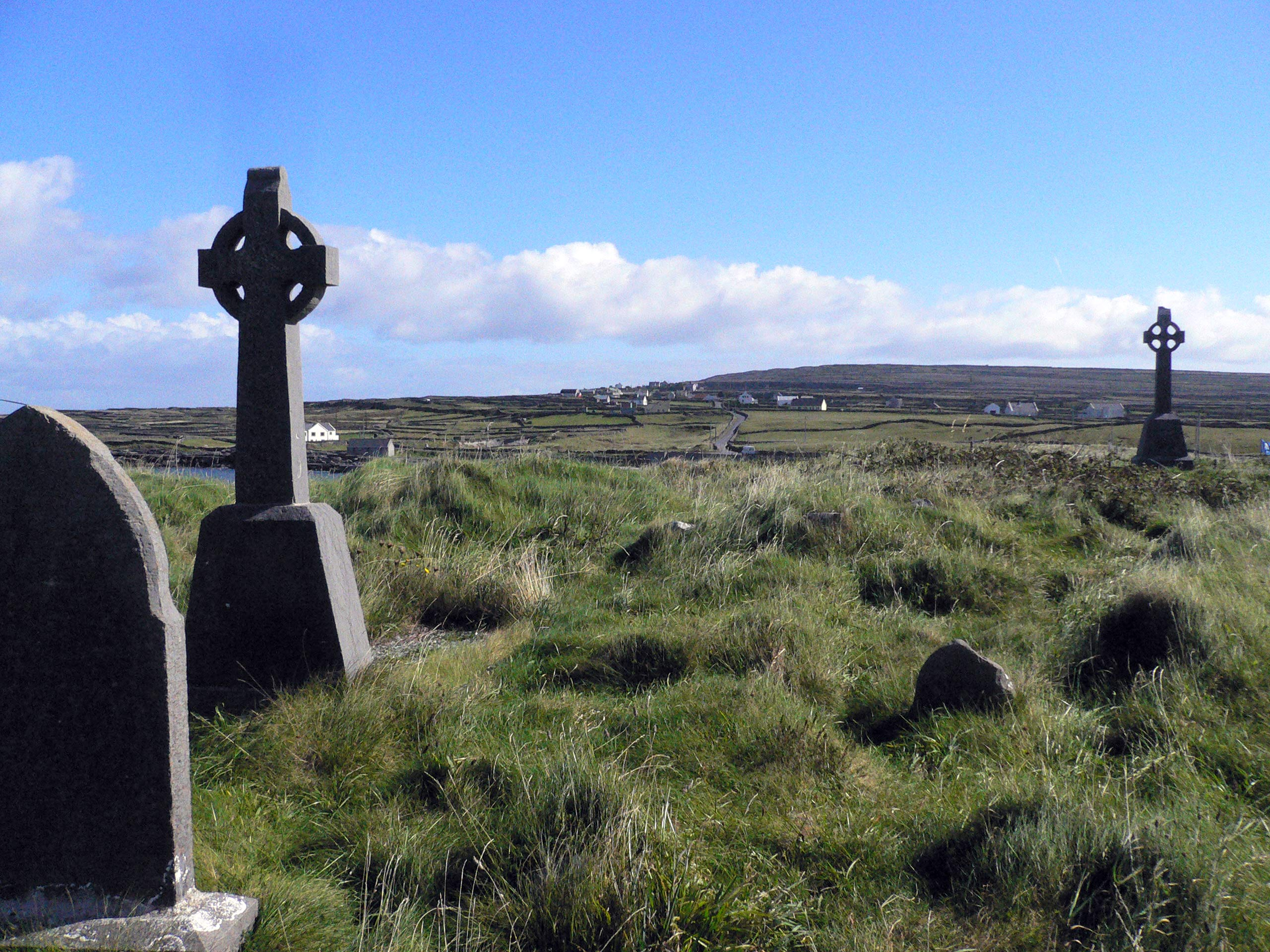
Krzyż celtycki

Pierwsze znane ślady osadnictwa na terenach Irlandii szacowane są na około 8000 p.n.e. i były to migracje myśliwych z kontynentu europejskiego. Pozostałością po tych ludach są serie neolitycznych grobowców jak np. Newgrange. Rzymianie nie podjęli próby podboju wyspy, mimo bliskości Brytanii. Od V wieku naszej ery wyspa była chrystianizowana za sprawą św. Patryka, zaś w VIII wieku rozpoczęła się inwazja wikingów, która w 1014 roku ostatecznie została odparta za sprawą wojsk ówczesnego króla Briana Śmiałego.
W 1169 roku rozpoczęły się wyprawy anglo-normańskie, rozpoczynając tym samym wielowiekową dominację angielską nad wyspą. W tym okresie wiele razy doszło do różnego rodzaju powstań i wojen przeciwko dominacji. Przykładem mogą być: irlandzka wojna dziewięcioletnia w 1594 r., bitwa nad rzeką Boyne w 1690 r., czy też rewolucja irlandzka w 1798 roku. Jednocześnie strona Anglii nie pozostawała bierna. Już w 1175 r. Anglia umocniła swoje wpływy poprzez Traktat windsorski, w 1605 r. rozpoczęła wysiedlenia zwane plantacją Ulsteru, natomiast na podstawie aktu z 1800 roku połączyła się z Irlandią w jedno państwo, tworząc Zjednoczone Królestwo Wielkiej Brytanii i Irlandii.
Wielki głód miał miejsce w Irlandii w latach 1845–1849. Populacja państwa zmniejszyła się wówczas o 20%, doszło również do wielkiej fali emigracji – Irlandię opuściły 2 000 000 osób.
Koniec angielskiej dominacji miał miejsce w początku XX wieku, najpierw poprzez rozpoczęcie powstania wielkanocnego w 1916 roku oraz poprzez podpisanie Traktatu angielsko-irlandzkiego w 1921. W tym okresie powstał również pierwszy rząd irlandzki z Éamonem de Valerą na czele, co spowodowało wybuch irlandzkiej wojny domowej. Ostatecznie 29 grudnia 1937 w życie weszła Konstytucja Irlandii, która to obowiązuje do dziś. Na jej mocy utworzono państwo Irlandię.
W 1955 roku Irlandia stała się członkiem ONZ, zaś w 1973 wstąpiła do Wspólnoty Europejskiej. W 1969 roku swój początek miał polityczno-etniczny konflikt w Irlandii Północnej, zakończony w 1998 roku podpisaniem porozumienia wielkopiątkowego pomiędzy Irlandią i Wielką Brytanią.

## Ustrój polityczny
Irlandia to demokracja parlamentarna. Jej system prawny jest oparty na prawie precedensowym i ustawodawstwie uchwalanym przez parlament zgodnie z konstytucją.
Przepisy Unii Europejskiej mają moc prawną w Irlandii. Konstytucja irlandzka, przyjęta w 1937, opisuje formę rządu oraz definiuje władzę i funkcje Prezydenta, obu izb parlamentu (Oireachtas) oraz rządu. Definiuje także strukturę i władzę sądu oraz opisuje podstawowe prawa obywatelskie. Akt Republiki Irlandii z 1948 zerwał ostatnie formalne związki z Wielką Brytanią. Irlandia odzyskała niepodległość w 1921.

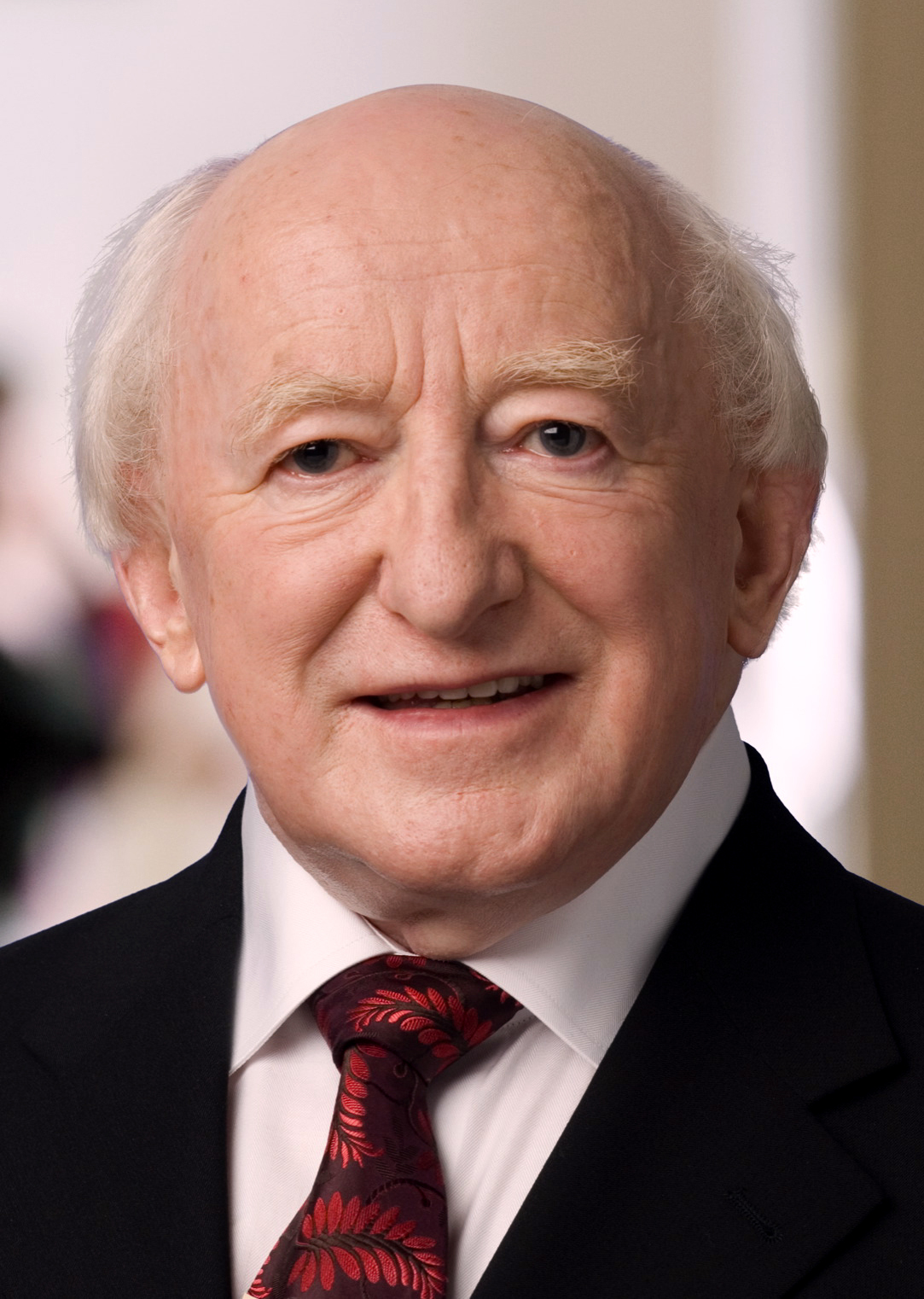
Prezydent Irlandii – Michael Daniel Higgins (irl. Micheál D. Ó hUigínn)

Głową państwa jest prezydent wybierany w wyborach bezpośrednich na 7-letnią kadencję. Ta sama osoba może być prezydentem tylko dwa razy. Bierne prawo wyborcze przysługuje obywatelom Irlandii, którzy ukończyli 35 lat. Od 2011 prezydentem Irlandii jest Michael D. Higgins. Obowiązki prezydenta to stanie na straży konstytucji oraz oficjalne reprezentowanie narodu. Niemal wszystkie uprawnienia przyznawane mu przez konstytucję wykonuje on za radą rządu.
Taoiseach (premier) stoi na czele rządu i jest mianowany przez prezydenta na wniosek Dáil Éireann (izba niższa parlamentu). Taoiseach nominuje innych członków rządu (ogółem nie mniej niż siedmiu i nie więcej niż piętnastu), których musi zaakceptować Dáil Éireann. Nominuje także jednego członka rządu, zwanego Tánaiste, który pełni funkcję wicepremiera. Od 2024 premierem Irlandii jest Simon Harris

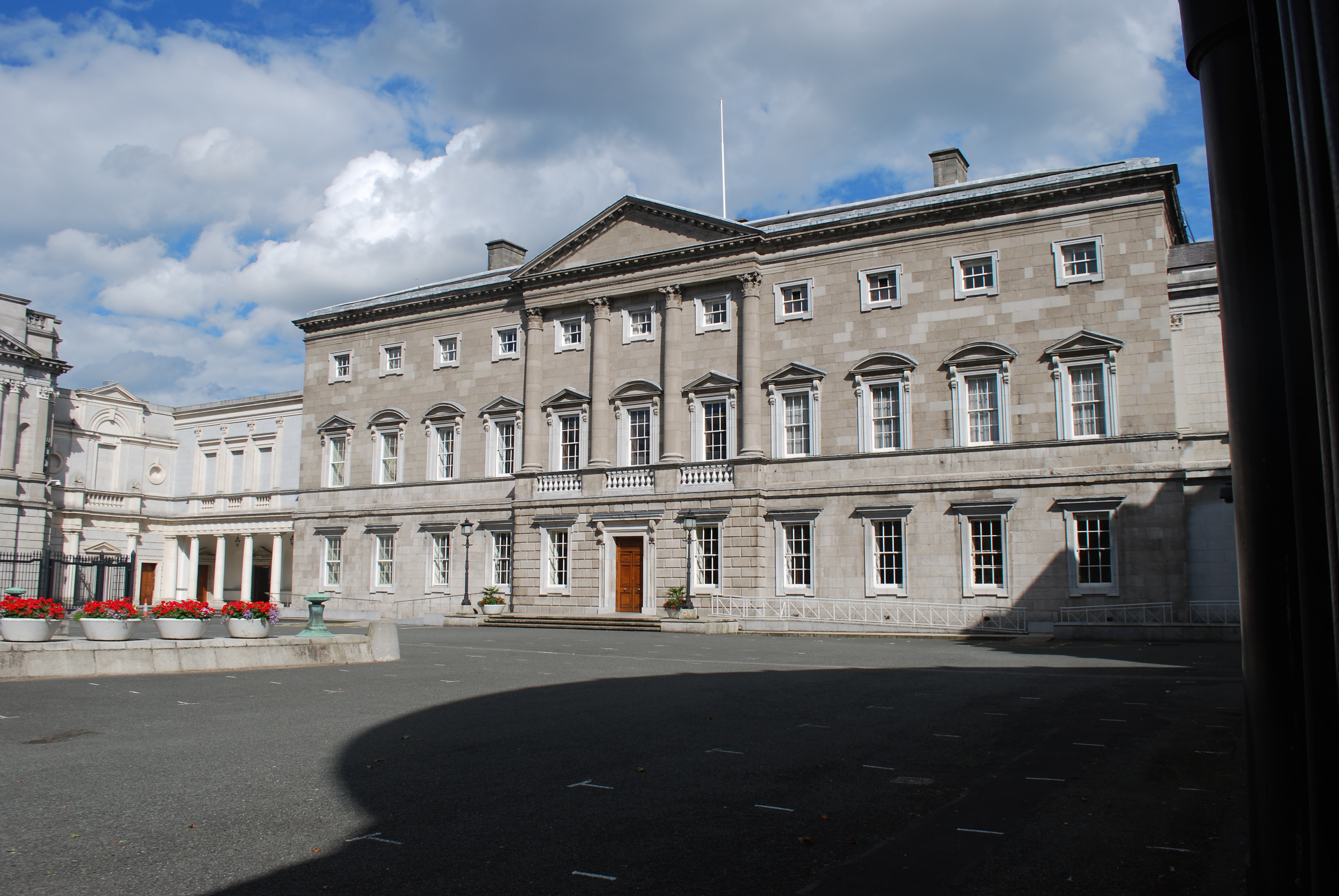
Leinster House – siedziba Oireachtas Éireann (parlamentu irlandzkiego)

Irlandzki parlament stanowią dwie izby:
- Dáil Éireann jest izbą niższą, wybieraną w wyborach bezpośrednich. Zasiada w niej 166 posłów. Jest odpowiedzialna za uchwalanie ustaw. Jej członkowie (zwani Teachta Dála) są wybierani w wyborach proporcjonalnych i powszechnych. Nie występuje pojęcie kadencyjności, Ustawa Wyborcza mówi tylko o przyznaniu parlamentowi pełnomocnictw na okres 5 lat. Główne partie polityczne reprezentowane w Dáil Éireann to: Fine Gael (Plemię Gaelów), Labour Party (Partia Pracy), Fianna Fáil (Żołnierze Przeznaczenia), Sinn Féin oraz niezależni[11][12].
- Seanad Éireann jest izbą wyższą i posiada głównie rolę doradczą. Z jej 60 członków, 11 jest nominowanych przez Taoiseacha, natomiast reszta jest wybierana, w 5 kuriach opierających się na określonych grupach społeczno-zawodowych oraz przez absolwentów Narodowego Uniwersytetu Irlandii i Uniwersytetu w Dublinie.

Samorządy lokalne są administrowane przez 114 władz lokalnych, które są odpowiedzialne, między innymi, za: mieszkalnictwo i budownictwo, transport drogowy i bezpieczeństwo, kanalizację, inicjatywy dotyczące rozwoju i kontrolę nad nimi, rekreację, ochronę środowiska, rolnictwo, edukację i pomoc społeczną. Samorząd lokalny jest finansowany częściowo przez rząd centralny a częściowo przez lokalne źródła, w tym lokalne podatki.
Irlandia wstąpiła do Unii Europejskiej w 1973 roku, ale nadal pozostaje poza Układem z Schengen[Strefa Schengen]. Mimo to, dzięki specjalnym rozporządzeniom (tzw. Common Travel Area), pasażerowie nie muszą posiadać paszportów, podróżując między Zjednoczonym Królestwem a Irlandią, mogą być jednak wymagane dodatkowe dokumenty, potwierdzające tożsamość.

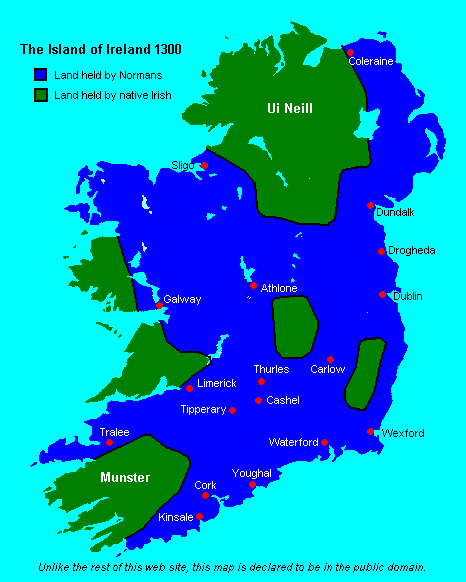
Terytorium Irlandii w 1300: kolor niebieski – pod panowaniem normańskim, kolor zielony – pod panowaniem irlandzkim

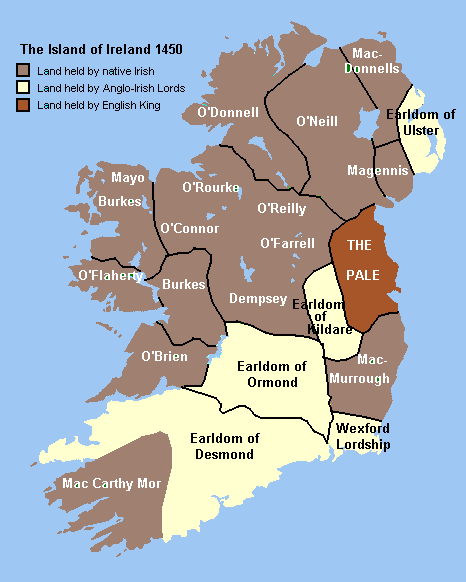
Terytorium Irlandii w 1450: kolor niebieski – pod wpływami angielskimi, kolor zielony – pod panowaniem irlandzkim, kolor szary: pod jurysdykcją Króla Anglii

## Podział administracyjny
Od końca XVI w. wyspa Irlandia tradycyjnie dzielona była na 4 historyczne prowincje, a te z kolei dzielono na 32 hrabstwa. Dwa historyczne hrabstwa: Desmond oraz Coleraine obecnie nie istnieją, inne zmieniły nazwy bądź granice.
Po podziale Irlandii w 1921 roku, nowo powstałe państwo irlandzkie (Saorstát Éireann) objęło 26 hrabstw, a 6 pozostałych znalazło się w granicach Irlandii Północnej. Pomimo późniejszych zmian administracyjnych, tradycyjny podział na 26 hrabstw wciąż funkcjonuje dla celów pocztowych, w kontekstach sportowych i kulturowych oraz dla celów administracyjnych, samorządowych i innych.

## Siły zbrojne
Armia Irlandzka posiada 8500 zawodowych żołnierzy i 13 000 rezerwowych. Tak mała liczba wojska jest spowodowana neutralnością Irlandii (np. nie jest członkiem NATO). Pomimo to Irlandia jest zaangażowana w misje pokojowe ONZ i Unii Europejskiej.
Siły zbrojne Irlandii składają się z wojsk:
- lądowych
- lotniczych (Irlandzki Korpus Lotniczy)
- morskich
- rezerwy

## Gospodarka
W roku 2012 spośród krajów unijnych, gospodarka Irlandii miała najlepszy Wskaźnik Wolności i była w pierwszej dziesiątce najbardziej wolnych na świecie. W roku 2013 spadła na 11. miejsce, a najbardziej wolna w Unii stała się Dania.
Najważniejszymi gałęziami gospodarki irlandzkiej są przemysły:
- elektroniczny i informatyczny
- chemiczny i farmaceutyczny
- metalurgiczny
- poligraficzny
- włókienniczy

Szeroko świadczone są usługi w zakresie:
- handlu elektronicznego
- telekomunikacji
- oprogramowania komputerowego
- nowoczesnych usług finansowych

Rozwój gospodarki przebiega dwutorowo – z jednej strony bowiem zachęca się do rozwoju prywatnej inicjatywy, z drugiej zaś – zostawia podstawowe gałęzie gospodarki oraz usługi mające kluczowe znaczenie dla kraju w rękach państwowych. Irlandia jest jednym z najszybciej rozwijających się gospodarczo państw unijnych. W latach 1987–1997 wzrost gospodarczy sięgał 6% w stosunku rocznym. Obecnie Irlandia, obok Luksemburga, Norwegii i Szwajcarii, jest krajem o najwyższym PKB per capita w Europie. Gospodarka jest ściśle uzależniona od handlu, a główni partnerzy to Wielka Brytania, Niemcy, Francja i Stany Zjednoczone. Podatki stanowią 30% PKB Irlandii. Stawki podatku dochodowego od osób fizycznych to 41% i 20% z szeregiem ulg. Podatek dochodowy od firm jest najniższy w starej UE i wynosi 12,5%, co bywa często podawane jako jeden z głównych czynników napływu inwestycji zagranicznych do Irlandii. Podstawowa stawka podatku od towarów i usług wynosi 21%. Płaca minimalna waha się od 39% do 77% średniej krajowej w zależności od branży. Pod względem HDI Irlandia zajmuje 4. miejsce na świecie, a pod względem HPI 18. miejsce na 19 najbardziej rozwiniętych państw. Irlandzka gospodarka jest także jedną z najbardziej innowacyjnych gospodarek w Europie z poziomem wydatków na badania i rozwój 1,2% PKB.
Obecnie, według Wskaźnika Wolności Gospodarczej, Irlandia jest drugą najbardziej liberalną gospodarką w Europie i szóstą na świecie, za Hongkongiem, Singapurem, Szwajcarią, Australią i Nową Zelandią. Podczas kryzysu finansowego w 2008 PKB Irlandii spadł o 2,3%.
Spis powszechny z 2011 ujawnił niektóre skutki kryzysu gospodarczego – np. na 2 mln domów aż 290 tys. to pustostany. Irlandczycy często nie byli w stanie spłacić kredytów, które zaciągnęli na nieruchomości, a deweloperzy – sprzedać swoich domów. W niektórych hrabstwach stoi pusty prawie co trzeci dom.

### Przemysł
Fenomenem irlandzkiej gospodarki na skalę światową był silny rozwój przemysłu wysokich technologii, który przyczynił się do wzrostu gospodarczego na poziomie 15,8% rocznie. Inwestycje w różnego rodzaju gałęzie przemysłu tego kraju wynikały ze strategicznego położenia Irlandii (przyczółek amerykańskich inwestorów interesujących się rynkiem europejskim).
Szybki rozwój Irlandia zawdzięcza pomocy Unii Europejskiej, długoletnim zwolnieniom podatkowym, a także stosunkowo taniej sile roboczej. Przyniosło to korzyści przede wszystkim ośrodkom regionalnym, gdzie przemysł oparty jest głównie na przetwórstwie płodów rolnych. Rozwinął się przemysł zbożowo-młynarski, mleczarski, browarnictwo oraz produkcja wysoko procentowych alkoholi – whisky

### Rolnictwo

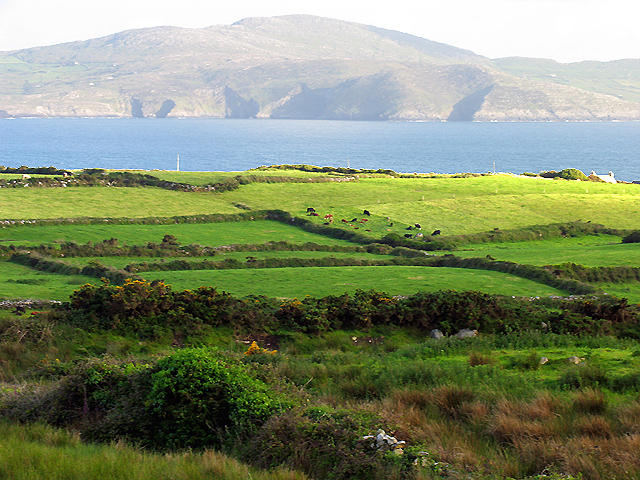
Pastwisko w pobliżu Ballyieragh w prowincji Munster

Rolnictwo pozostaje jedną z najważniejszych gałęzi gospodarki. Jest ono wysoko zmechanizowane i daje zatrudnienie 9,5% ludności. Produkcja wołowiny i mleka stanowi 58% ogółu produkcji rolnej. Olbrzymią większość w rolnictwie stanowią małe gospodarstwa rolne. Powierzchnia przeznaczona pod uprawy rolnicze jest niewielka, za to wysoce produktywna. Głównymi roślinami uprawnymi są zboża, buraki cukrowe i ziemniaki. Olbrzymie obszary łąk i sprzyjający klimat pozwalają na całoroczny wypas zwierząt.

### Surowce naturalne
Zasoby surowców naturalnych w Irlandii są niewielkie. Irlandia posiada złoża cynku i ołowiu, które odkryto na początku lat 90. XX w. Wydobywa się przede wszystkim gips, rudy cynku (164 tys. t. rocznie) i ołowiu (45 tys. t. rocznie).

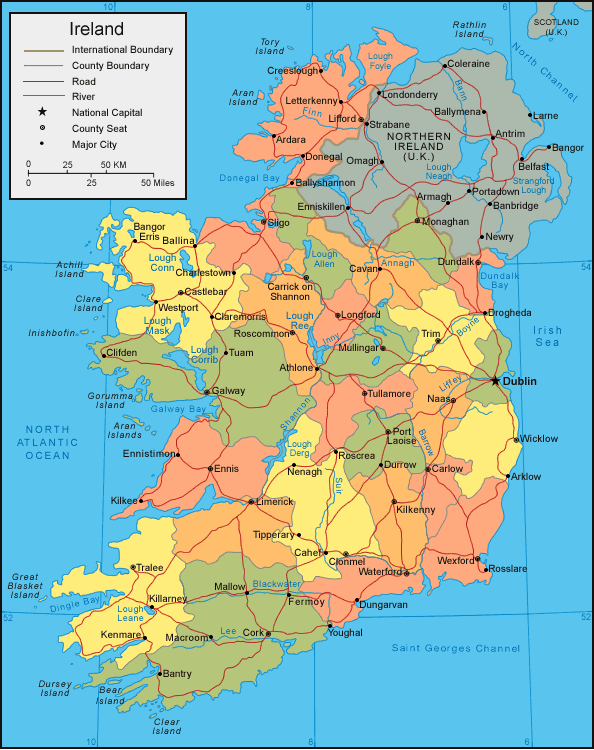
Główne połączenia drogowe

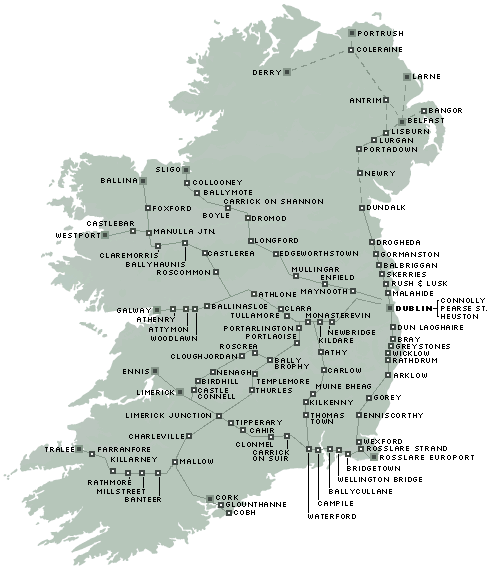
Główne połączenia kolejowe

### Transport
Strategiczne znaczenie ma transport drogowy. Irlandia ma gęstą sieć dróg, które często nie są jednak w najlepszym stanie, a ich całkowita długość wynosi 92 327 km, z czego ok. 1017 km ma standard autostrady (2018). Większość autostrad jest płatna. W Irlandii obowiązuje ruch lewostronny. Oprócz licznych przewoźników prywatnych transportem autobusowym w kraju zajmuje się subsydiowana przez państwo firma Bus Éireann. Firma ta jest odpowiedzialna zarówno za transport międzymiastowy, jak i za transport lokalny (komunikacja miejska w kilku większych miastach jednakże z wyłączeniem Dublina).
Sieć kolejowa ma dł. 1944 km i jej wyłącznym operatorem jest firma Iarnród Éireann. W ostatnich latach rozwijają się także inne formy transportu szynowego, czyli tramwaj Luas w Dublinie oraz planowane metro.
Najważniejszymi portami handlowymi są Dublin i Cork, a morska żegluga handlowa liczy 150 statków. Największym portem morskim jest Dublin, zaś przewozy transatlantyckie obejmują przede wszystkim Cork. Przystanie promowe w Dublinie, Dún Laoghaire oraz Rosslare zapewniają połączenia z głównymi portami Wielkiej Brytanii.
Zbudowana w XVIII i XIX w., a następnie modernizowana sieć kanałów służy przede wszystkim do przewozu towarów, lecz ma także znaczenie turystyczne.
Międzynarodowe porty lotnicze w Dublinie, Cork, Knock oraz Shannon są znane także jako strefy wolnocłowe. Irlandia ma 40 lotnisk krajowych i międzynarodowych. Połączenia transatlantyckie obsługiwane są przez Shannon i Knock, zaś europejskie przez Kerry, Cork, Dublin, Galway. W poł. 1990 wszystkie lotniska obsługiwały około 10,5 mln pasażerów. Gwałtowny wzrost liczby podróżujących liniami lotniczymi w związku z pojawieniem się tzw. „tanich przewoźników”, przede wszystkim Ryanair, wymógł duże inwestycje w infrastrukturę lotniczą. Samo lotnisko w Dublinie w 2008 roku odprawiło 23.5 miliona pasażerów, a dzięki powstałemu nowemu terminalowi T2 liczba ta stale wzrasta.

### Emisja gazów cieplarnianych
Emisja równoważnika dwutlenku węgla z Irlandii wyniosła w 1990 roku 57,500 Mt, z czego 32,851 Mt stanowił dwutlenek węgla. W przeliczeniu na mieszkańca emisja wyniosła wówczas 9,204 t dwutlenku węgla, a w przeliczeniu na 1000 dolarów PKB 432 kg. Następnie emisje wahały się, osiągając maksymalne wartości w pierwszej dekadzie XXI w. W 2018 emisja dwutlenku węgla pochodzenia kopalnego wyniosła 37,206 Mt, a w przeliczeniu na mieszkańca 7,745 t i w przeliczeniu na 1000 dolarów PKB – 10 982 kg. Źródła emisji w latach 90. były zróżnicowane, z największym udziałem energetyki i emisji z budynków, ale z czasem zaczął rosnąć udział emisji z transportu. Głównym gazem cieplarnianym emitowanym z Irlandii jest dwutlenek węgla, emisja metanu jest na drugim miejscu, a na dalszych miejscach są emisje podtlenku azotu i gazów fluorowanych.

## Demografia
- Średnia długość życia 76 lat (mężczyźni 73, kobiety 78)
- PKB: 60 208 $ na mieszkańca (nominalnie)

Między rokiem 1841 a 1851 liczba ludności spadła z 8,2 miliona do 6,5 miliona osób. Przyczynami gwałtownego spadku liczby ludności były śmierć głodowa i emigracja (przeważnie do Wielkiej Brytanii i USA). Aktualnie poza granicami wyspy mieszka od 12 do 16 milionów osób pochodzenia irlandzkiego (13 mln w Stanach Zjednoczonych, a 1 mln w Kanadzie).
W 2007 roku, był to kraj o najszybciej rosnącej populacji w Europie. Tempo wzrostu w 2006 wynosiło 2,5%, a trzy poprzednie lata kształtowały się na poziomie 2%. W 2011 zanotowano rekordową liczbę 70 tys. urodzeń, a liczba dzieci przypadających na 1 kobietę postawiła ten kraj na pierwszym miejscu w Unii Europejskiej. 12% mieszkańców to cudzoziemcy.
W spisie powszechnym w 2011 roku zanotowano ogólny wzrost populacji w okresie 2006–2011 o 8,1%. Największy wzrost miał miejsce w hrabstwie Laois i wynosił 20%. Kolejnymi hrabstwami, gdzie wzrost wynosił średnio 13%, były: Cavan, Fingal, Longford, Meath i Kildare. W latach 2006–2011, w porównaniu do lat 2002–2006, Irlandia zanotowała ogólny spadek migracji ludności, chociaż w pierwszych latach tego okresu był to jeszcze wzrost emigracji. Średnia liczba ludności emigrującej do Irlandii w tym okresie wynosiła 23 730 osób w skali roku. Największy wzrost emigrantów zanotowano w hrabstwie Laois, zaś największy odsetek ludności imigrującej – w Limerick. W okresie tym zanotowano również odpływ ludności z centrum Dublina do hrabstw ościennych: Dun Laoghaire-Rathdown, Fingal i Dublin Południowy oraz do hrabstw Meath i Kildare.

### Miasta
Najważniejsze miasta (2022):
| 1 | Dublin    | Leinster | 1,263,219 |
| 2 | Cork      | Munster  | 222,526   |
| 3 | Limerick  | Munster  | 102,287   |
| 4 | Galway    | Connacht | 85,910    |
| 5 | Waterford | Munster  | 60,079    |
| 6 | Drogheda  | Leinster | 44,135    |
| 7 | Dundalk   | Leinster | 43,112    |

### Polacy w Irlandii
Polonia w Irlandii wykształciła się głównie w momencie wstąpienia Polski do Unii Europejskiej w 2004 roku. Największy napływ ludności polskiej do Irlandii miał miejsce w roku 2006 i 2007, zanim na wyspie wybuchł kryzys gospodarczy. Według spisu ludności w 2011 roku liczba osób polskiego pochodzenia mieszkających w Irlandii wynosiła 122 585 osób. W kolejnym spisie w 2016 roku pozostała na tym samym poziomie, natomiast spis z 2022 roku wykazał spadek liczby ludności mającej wyłącznie polskie obywatelstwo do 93 680 osób oraz wzrost liczby osób z podwójnych obywatelstwem – polskim i irlandzkim do 17 152 osób.

## Oświata
System oświatowy w Irlandii kierowany jest przez Ministerstwo Edukacji i Umiejętności. Możliwość tworzenia szkół mają osoby prywatne, władze kościelne, czy inicjatywy lokalne poszczególnych hrabstw. Edukacja odbywa się w języku angielskim lub irlandzkim.
90% wszystkich szkół w kraju należy do Kościoła katolickiego. Państwo opłaca większość kosztów prowadzenia tych placówek, a budynki, w których się znajdują, są własnością kościelną. W związku z tym Kościół ma prawo określania ich „etosu”, co oznacza m.in. prawo decydowania o rekrutacji, w tym prawo odrzucania dzieci nieochrzczonych (tzw. „bariera chrztu”). Od września 2018 obowiązuje ustawa usuwająca prawo selekcji religijnej uczniów w szkołach finansowanych przez państwo. Do 2030 rząd planuje utworzyć minimum 400 (do 13% ogółu) szkół bezwyznaniowych lub wielowyznaniowych.

## Religia
W Irlandii oficjalnie panuje rozdział państwa od Kościoła, a konstytucja zabrania promowania jednej religii. Irlandzki Kościół rzymskokatolicki pozostaje największą wspólnotą religijną w Irlandii z liczbą 3,73 mln wiernych. W spisie powszechnym z 2016 roku 78,3% populacji zadeklarowało katolicyzm, co było spadkiem o 10% w stosunku do roku 2002. W liczbach bezwzględnych liczba katolików wzrosła jednak o ponad 266 tysięcy. Spowodowane to było przede wszystkim napływem imigrantów z Polski i Litwy.
Drugą grupą liczoną według wyznania są osoby określające się w spisie jako „bez religii”. W okresie 2002–2016 liczba osób bez wyznania i niezdeklarowanych wzrosła z 3,6% do 10,1%. Największy odsetek tych osób znajduje się na wschodzie (głównie w Dublinie) i północy kraju (nie licząc Irlandii Północnej).
Kolejnymi wyznaniami w Irlandii są członkowie Kościoła Irlandii (irl. Eaglais na hÉireann, ang. Church of Ireland), których populacja w liczbach bezwzględnych wzrosła (126,4 tys. wyznawców), ale ich odsetek w ogólnej populacji Irlandii spadł do 2,6%, oraz mniejszości wyznaniowe: muzułmanie (1,3%), prawosławni (1,3%), zielonoświątkowcy i ewangelikalni (0,48%), prezbiterianie (0,47%), świadkowie Jehowy (0,13%) i mniejsze kościoły protestanckie, takie jak metodyści, luteranie i baptyści (razem 0,5%).

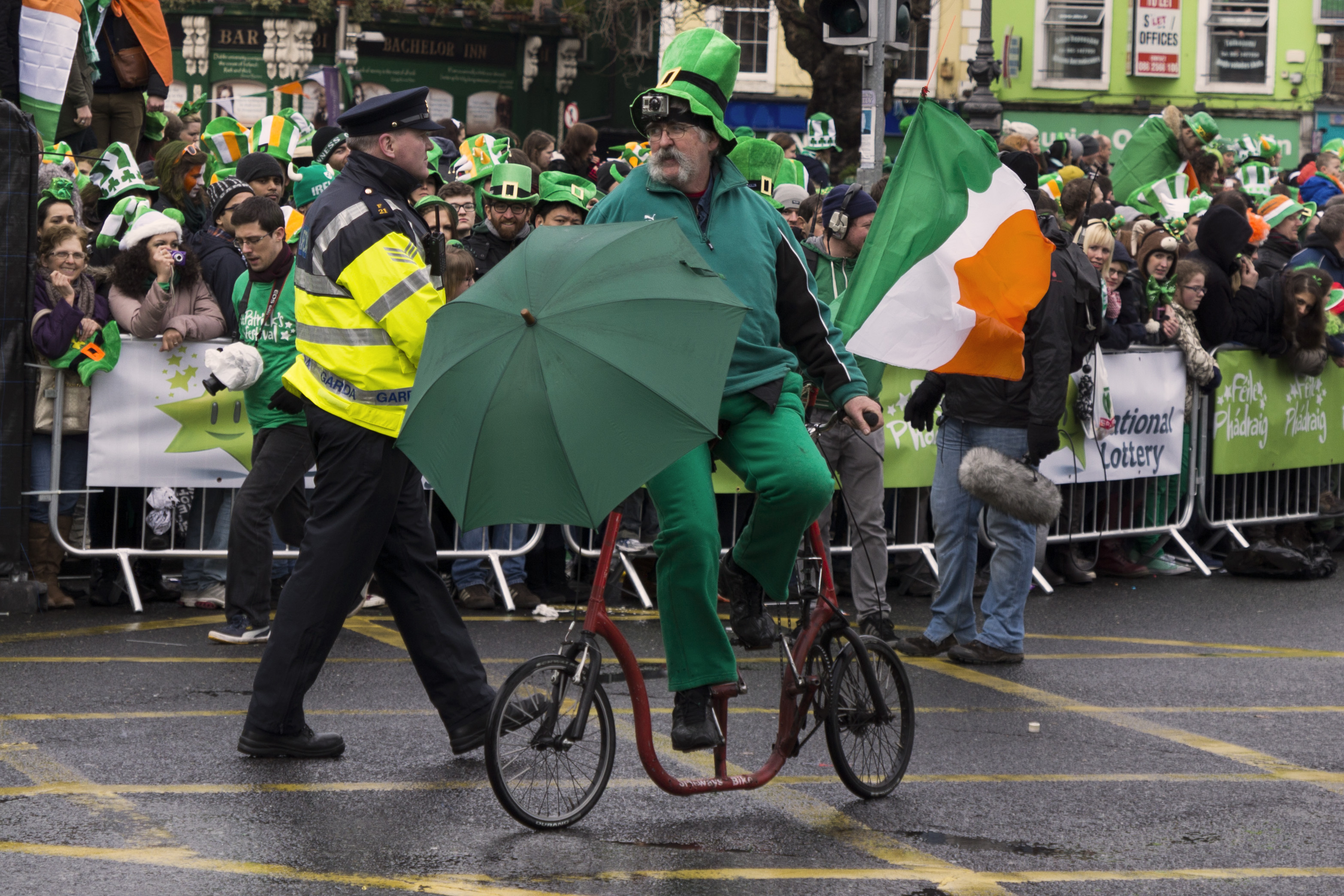
Parada w dniu św. Patryka, Dublin

Tradycyjnymi patronami Irlandii są Święty Patryk (irl. Pádraig Mac Calprainn, Naomh Pádraig, Pádraig Naofaur) i Święta Brygida z Kildare (irl. Naomh Bhríde).
Według danych ośrodka badań opinii Eurobarometr w 2010 roku 70% Irlandczyków przyznało się do wiary w Boga, 20% do wiary w nieokreśloną siłę wyższą, 7% zadeklarowało brak wiary, a 1% nie chciało lub nie potrafiło się określić.
| Liczba wyznawców poszczególnych religii według spisu ludności z 2011 roku | Liczba wyznawców poszczególnych religii według spisu ludności z 2011 roku | Liczba wyznawców poszczególnych religii według spisu ludności z 2011 roku |
| Wyznanie                                                                  | Liczba w tys.                                                             | Liczba w %                                                                |
| ------------------------------------------------------------------------- | ------------------------------------------------------------------------- | ------------------------------------------------------------------------- |
| Kościół katolicki                                                         | 3861,3                                                                    | 84,16%                                                                    |
| Kościół Irlandii (włączając protestantów)                                 | 129,0                                                                     | 2,81%                                                                     |
| Muzułmanie                                                                | 49,2                                                                      | 1,07%                                                                     |
| Chrześcijanie (brak sprecyzowania)                                        | 41,2                                                                      | 0,90%                                                                     |
| Cerkiew prawosławna                                                       | 45,2                                                                      | 0,99%                                                                     |
| Prezbiterianie                                                            | 24,6                                                                      | 0,54%                                                                     |
| Kościół Apostolski                                                        | 14,0                                                                      | 0,31%                                                                     |
| Inne                                                                      | 81,0                                                                      | 1,77%                                                                     |
| Bez religii                                                               | 269,8                                                                     | 5,88%                                                                     |
| Brak odpowiedzi                                                           | 72,9                                                                      | 1,59%                                                                     |

### Kryzys zaufania do Kościoła
Do początku lat 90. XX wieku Kościół rzymskokatolicki cieszył się powszechnym autorytetem i bardzo dużym wpływem na politykę, media i szkolnictwo w kraju. Rozwody, kontakty homoseksualne, aborcja, antykoncepcja i edukacja seksualna były prawnie zakazane.
Na skutek dynamicznego rozwoju gospodarczego, podniesienia się standardu życia mieszkańców kraju, upowszechnienia się konsumpcjonizmu i technologii informacyjnej Kościół i religia przestały być jedynym drogowskazem. Irlandzkie społeczeństwo zaczęło się wewnętrznie różnicować, a religia zaczęła być wypierana przez konsumpcyjny styl życia, prywatyzację wizji świata i nowe światopoglądy. Dodatkowo na skutek ujawnionych skandali prawnych i finansowych oraz przestępstw seksualnych popełnianych przez niektórych katolickich duchownych (w tym biskupów), jak również powszechne ukrywanie tych przypadków przez hierarchię autorytet Kościoła w irlandzkim społeczeństwie został bardzo mocno zachwiany. Irlandczycy zaczęli na niespotykaną wcześniej skalę odwracać się od Kościoła i podnosić głosy sprzeciwu i ostrej krytyki na próby przypomnienia wiernym o katolickiej etyce seksualnej i moralności.
Ponad 2/3 Irlandczyków jest zdania, że Kościół zawiódł i utracił autorytet moralny. Kryzys zaufania do Kościoła w irlandzkim społeczeństwie jest dziś bardzo duży, co w znacznym stopniu wpłynęło na kryzys powołań kapłańskich i rezygnację z posługi wielu duchownych. W ciągu ostatnich kilkunastu lat zamknięto prawie wszystkie seminaria duchowne, zostało tylko jedno w Maynooth. W połowie lat 60. w seminarium tym wyświęcano ponad 400 nowych księży rocznie. W 2001 roku już tylko 30, a w 2007 roku zaledwie 9 w skali całego kraju. Kryzys ten w jeszcze większym stopniu dotyka żeńskie zgromadzenie zakonne. W 2007 śluby złożyły zaledwie 2 kobiety, podczas gdy w tym samym czasie liczba sióstr zakonnych zmniejszyła się o 228.
Najbardziej widocznym przejawem kryzysu zaufania do Kościoła jest spadek uczestnictwa w mszach niedzielnych z 90% w latach 70., 81% w 1990 roku do 60% w 1996 roku, 44–48% w latach 2005–2006 i 35% w 2012.

## Kuchnia
Najbardziej znanym daniem jest gulasz irlandzki z jagnięciny lub baraniny. Mięso dusi się z ziemniakami, cebulą, marchewką, porem i kaszą jęczmienną. Od XIX wieku ziemniaki są podstawą diety Irlandczyków.

## Sport i kultura
Największe sukcesy odnosi reprezentacja Irlandii w rugby. Mieszkańcy interesują się przede wszystkim sportami narodowymi: hurlingiem, futbolem gaelickim, rugby, krykietem oraz wyścigami konnymi i wyścigami psów. 
Irlandia siedmiokrotnie wygrała Konkurs Piosenki Eurowizji, co czyni ją najbardziej utytułowanym uczestnikiem konkursu.